# Helmontia paraensis
Helmontia paraensis är en gurkväxtart som beskrevs av Huber. Helmontia paraensis ingår i släktet Helmontia och familjen gurkväxter. Inga underarter finns listade i Catalogue of Life.